# Prata d’Ansidonia

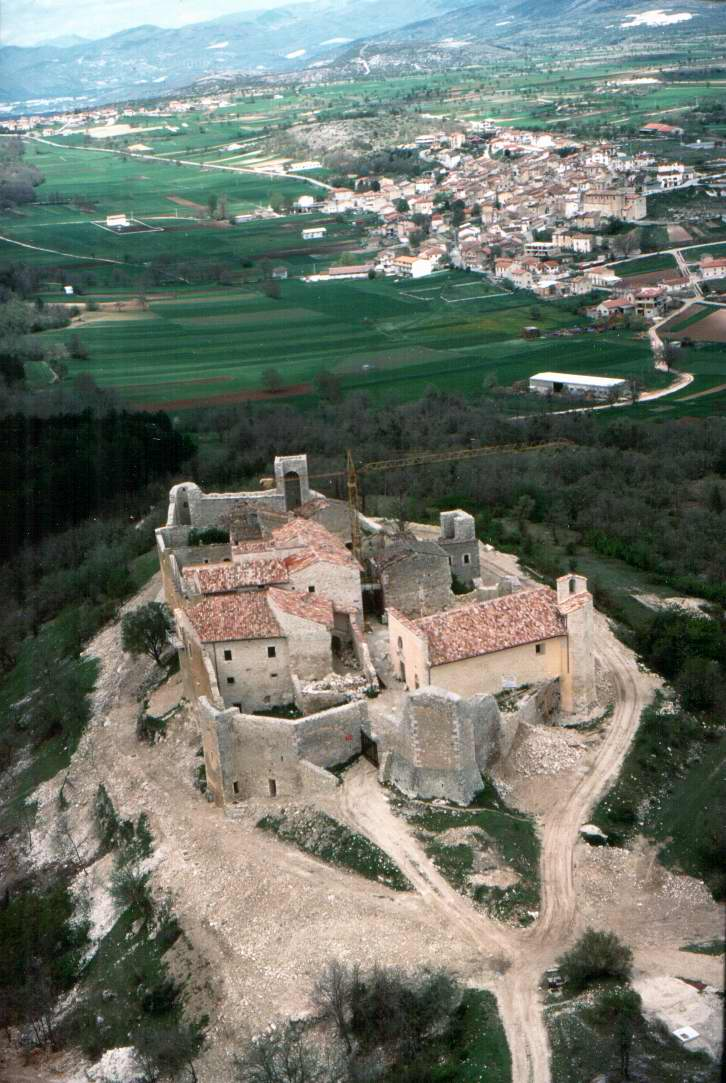
Castel Camponeschi

Prata d’Ansidonia ist eine Gemeinde (comune) in der Region Abruzzen und der Provinz L’Aquila in Italien und zählt (Stand 31. Dezember 2023) 447 Einwohner. Die Gemeinde liegt etwa 19,5 Kilometer ostsüdöstlich von L’Aquila und gehört zur Comunità montana Campo Imperatore-Piana di Navelli.

## Geschichte
Die Reste der römischen Stadt Peltuinum liegen im Gemeindegebiet. Die heutige Ortschaft wurde aber erst im 13. Jahrhundert errichtet bzw. gegründet, als die antike Stadt schon lange wüst gefallen war.